# Polet Airlines

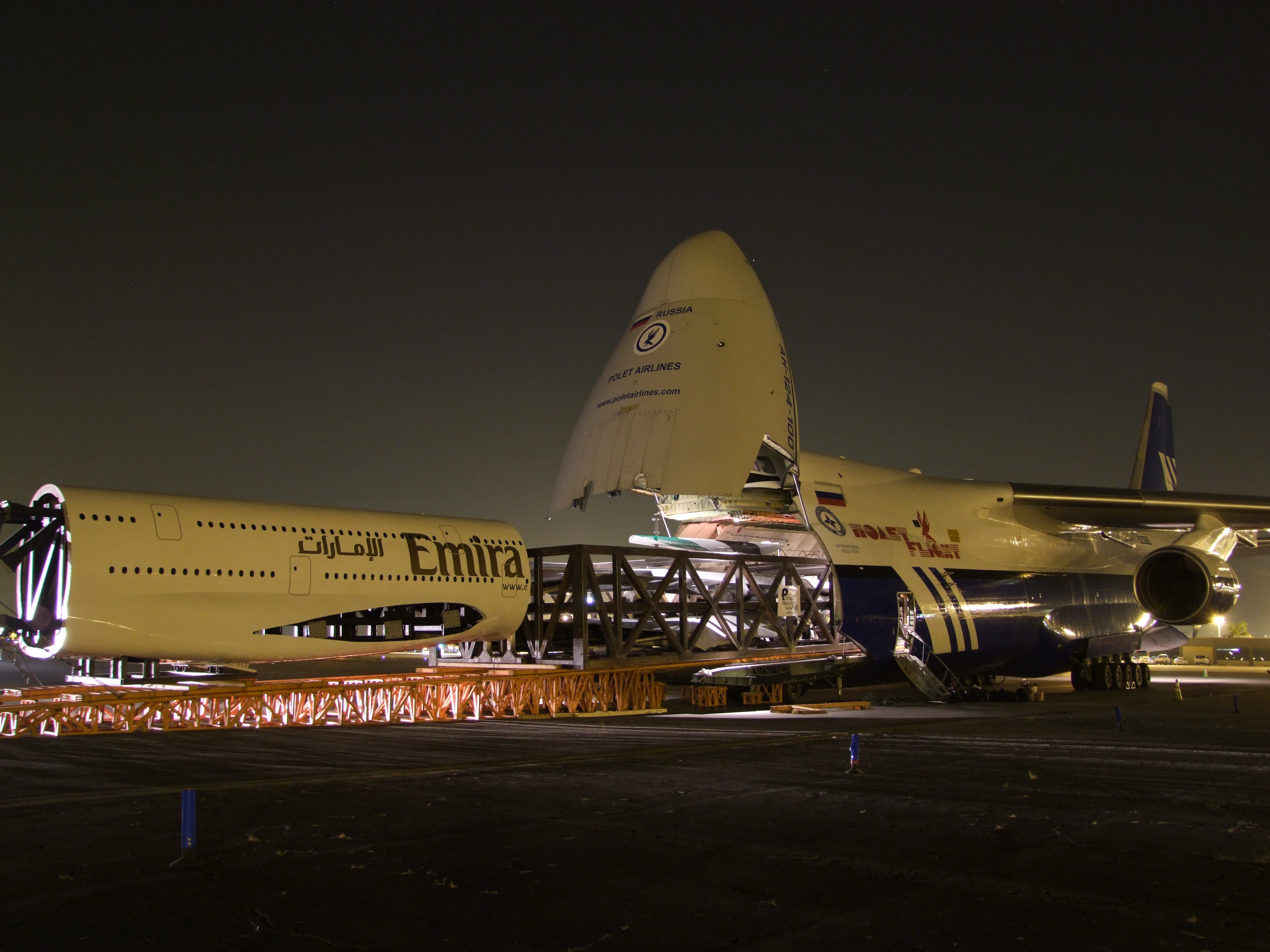

Polet Airlines (Russisch: ЗАО Авиакомпания Полёт) of Air Company Polet is een Russische luchtvaartmaatschappij met haar hoofdzetel in Voronezj.
Van daaruit voert zij passagiers-, vracht- en chartervluchten uit zowel binnen als buiten Rusland.

## Geschiedenis
Polet Air is opgericht in 1989 onder de naam Rossisskaja Aviakomanija. In 1994 werd de naam gewijzigd in Polet Airlines en Polet Cargo Airlines.

## Diensten
Polet Airlines voert lijnvluchten uit naar: (juli 2007)
Binnenland:
Adler/Sotsji, Belgorod, Jekaterinenburg, Moskou, Simferopol, Sint-Petersburg, Tambov, Oeljanovsk en Voronezj.
Buitenland:
- Amsterdam ,Antalya, Bakoe, Gomel, Kiev, Kostanya, Larnaca, Minsk, München, Podgorica, Praag, Pula, Jerevan.

## Vloot
De vloot van Polet Air bestaat uit:(juli 2007)
- 3 Yakolev Yak-40
- 5 Antonov AN-124-100
- 2 Antonov AN-30A
- 3 Antonov AN-24RV
- 6 Ilyushin IL 96-300